# Helloween (album, 2021)
Pour l'EP homonyme du même groupe, voir Helloween (album).
Albums de Helloween
United Alive
(2019) Giants & Monsters
(2025)
Singles
1. Skyfall
Sortie : avril 2021

Helloween est le 16e album studio du groupe allemand de power metal Helloween, sorti le 18 juin 2021.

## Contexte
Il s'agit du premier album enregistré depuis le retour de deux anciens membres : Kai Hansen (guitariste et chanteur d'origine du groupe qu'il avait quitté en 1989) et Michael Kiske (qui avait pris le relais de Hansen au chant à partir de 1986 jusqu'à son départ en 1993). Tous deux sont venus s'ajouter aux musiciens déjà présents, portant la formation à sept membres.
C'est en 2016 que le retour de Hansen et Kiske a été annoncé, avant le lancement l'année suivante d'une grande tournée mondiale nommée Pumpkins United,. Un single intitulé Pumpkins United est sorti en octobre 2017. Ce titre est d'ailleurs inclus dans les bonus de l'édition limitée allemande de l'album.
La tournée et le single ayant largement donné satisfaction aux sept musiciens, ils ont décidé d'entrer en studio pour enregistrer un album représentant les différentes époques de l'histoire de Helloween.

## Succès
L'album connaît un franc succès commercial. Il se classe notamment en tête des ventes en Allemagne. C'est la première fois que le groupe est numéro un dans son pays d'origine. Il est également numéro un en Espagne et se place dans le top 10 des ventes dans plusieurs pays.

## Liste des titres
| No  | Titre               | Auteur                    | Durée |
| --- | ------------------- | ------------------------- | ----- |
| 1.  | Out for the Glory   | Michael Weikath           | 7:18  |
| 2.  | Fear of the Fallen  | Andi Deris                | 5:38  |
| 3.  | Best Time           | - Sascha Gerstner - Deris | 3:35  |
| 4.  | Mass Pollution      | Deris                     | 4:14  |
| 5.  | Angels              | Gerstner                  | 4:42  |
| 6.  | Rise Without Chains | Deris                     | 4:56  |
| 7.  | Indestructible      | Markus Grosskopf          | 4:42  |
| 8.  | Robot King          | Weikath                   | 7:07  |
| 9.  | Cyanide             | Deris                     | 3:29  |
| 10. | Down in the Dumps   | Weikath                   | 6:01  |
| 11. | Orbit               | Kai Hansen                | 1:04  |
| 12. | Skyfall             | Hansen                    | 12:11 |

| 1. | Golden Times                                      | Gerstner                   | 4:47 |
| 2. | Save My Hide                                      | Deris                      | 3:11 |
| 3. | Pumpkins United (sur l'édition limitée allemande) | - Hansen - Deris - Weikath | 6:21 |
| 4. | We Are Real (sur l'édition limitée japonaise)     | Grosskopf                  | 4:24 |

## Musiciens
- Michael Kiske : chant
- Andi Deris : chant
- Kai Hansen : chant, guitare
- Michael Weikath : guitare
- Sascha Gerstner : guitare
- Markus Grosskopf : basse
- Daniel Löble : batterie

Musiciens additionnels
- Matthias Ulmer : claviers
- Jens Johansson : claviers sur Skyfall

## Classements hebdomadaires
| Classement (2021)                  | Meilleure place |
| ---------------------------------- | --------------- |
| Allemagne (Media Control AG)       | 1               |
| Autriche (Ö3 Austria Top 40)       | 3               |
| Belgique (Flandre Ultratop)        | 11              |
| Belgique (Wallonie Ultratop)       | 5               |
| Écosse (OCC)                       | 4               |
| Espagne (Promusicae)               | 1               |
| Finlande (Suomen virallinen lista) | 2               |
| France (SNEP)                      | 15              |
| Italie (FIMI)                      | 14              |
| Japon (Oricon)                     | 6               |
| Norvège (VG-lista)                 | 36              |
| Pays-Bas (Mega Album Top 100)      | 12              |
| Portugal (AFP)                     | 5               |
| Royaume-Uni (UK Albums Chart)      | 24              |
| Royaume-Uni (Rock & Metal Albums)  | 1               |
| Suède (Sverigetopplistan)          | 3               |
| Suisse (Schweizer Hitparade)       | 2               |